# آرام باشید و ادامه دهید

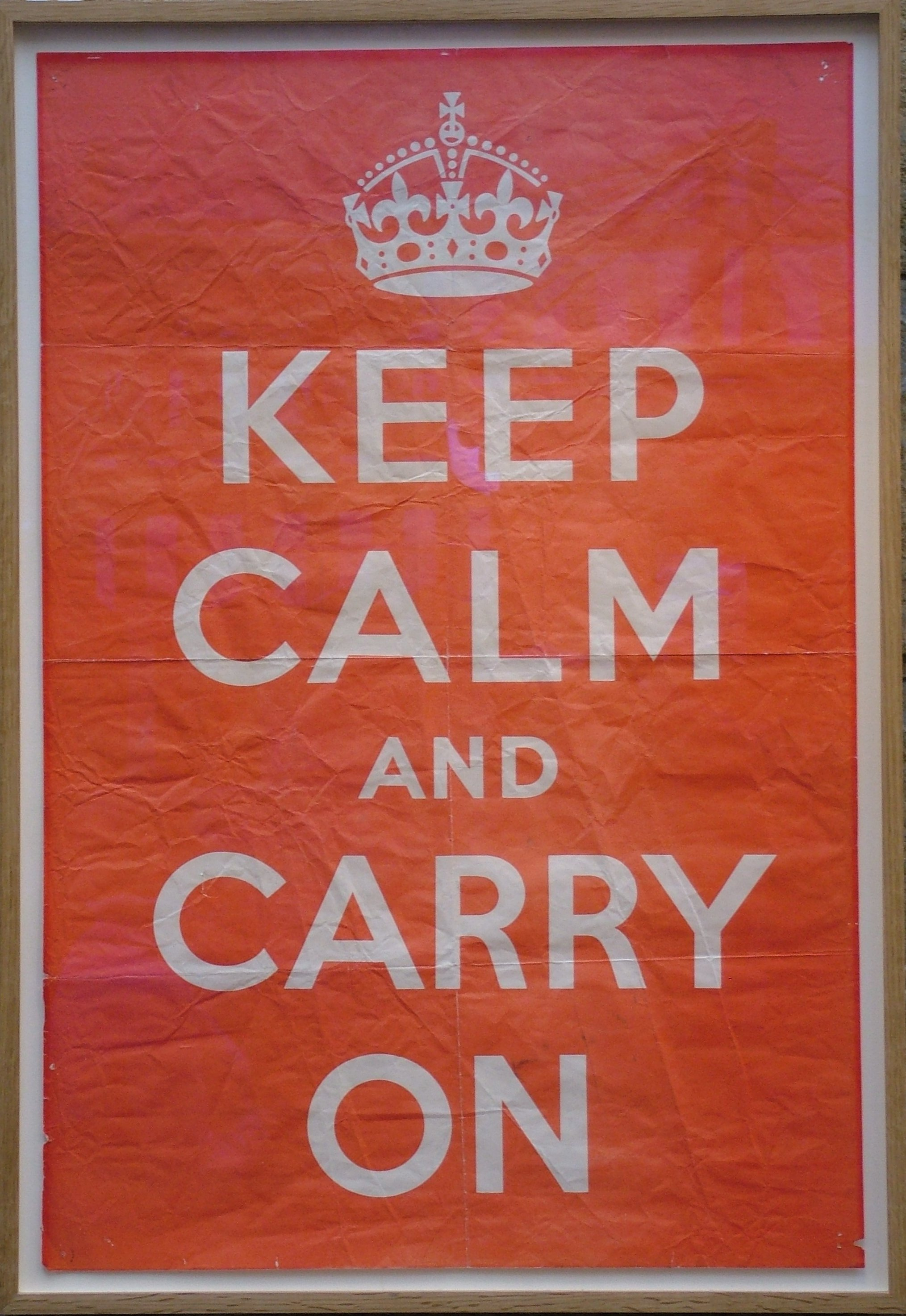
پوستر اصلی آرام باشید و ادامه دهید طراحی شده در سال ۱۹۳۹

آرام باشید و ادامه دهید یا آرام باش و ادامه بده (به انگلیسی: Keep Calm and Carry On) سومین پوستر از یک مجموعه پوستر است که توسط دستگاه تبلیغاتی دولت بریتانیا در خلال جنگ جهانی دوم تهیه شده بود. هر کدام از این پوسترها پیامی را از طرف جرج ششم پادشاه بریتانیا اعلام می‌کرد که هدف از آن‌ها تشویق و روحیه دادن به مردم کشور در خلال جنگ بود. این پوسترها با متن سفید روی زمینه یکدست رنگی نوشته شده بودند و تنها تصویر روی آن‌ها نشان تاج سلطنتی جرج ششم بود.
پوسترهای اول و دوم این مجموعه در تیراژ وسیعی چاپ و توزیع شدند ولی پوستر سوم که روی آن نوشته شده بود آرام باشید و ادامه دهید هیچگاه توزیع نشد، زیرا این پوستر برای زمانی طراحی شده بود که بخش‌هایی از خاک بریتانیا به اشغال دشمن درآید.
در پایان جنگ جهانی دوم پوسترها جمع‌آوری و معدوم شدند و باور عمومی بر این بود که فقط دو نسخه اصلی از این پوستر باقی‌مانده‌است. (هرچند در سال ۲۰۱۲ یک مجموعه بیست تایی از آن‌ها پیدا شد)
سالها بعد زن و شوهری که یک کتابفروشی داشتند یکی از این پوسترها را در جعبه‌ای از کتاب‌های قدیمی یافتند و از آن خوششان آمد. آن‌ها پوستر را قاب کرده و روی دیوار کتابفروشی خود نصب کردند. در سال‌های بعد آن‌ها دریافتند که مشتریان هم به این پوستر علاقه‌مند هستند و برخی می‌خواهند آن را بخرند، پس شروع به چاپ از روی این پوستر کردند.
از سال ۲۰۰۰ به بعد این پوستر به طرز چشمگیری در دنیا معروف شد و اخبار تلویزیونی و مقاله‌های مطبوعات این جمله را نقل می‌کردند.
در ساخت این پوستر از فونت مشخصی استفاده نشده زیرا این پوسترها توسط طراحان به صورت دستی کشیده می‌شدند همچنین طراح آن مشخص نیست و احتمالاً توسط داوطلبان زمان جنگ تولید شده‌است.

## نگارخانه

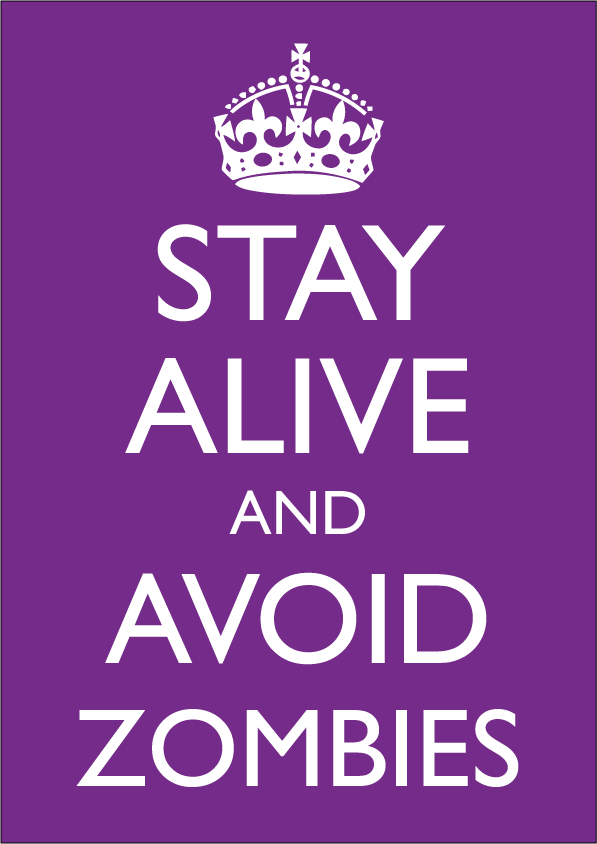
پوستر پارودی ۲۰۰۹
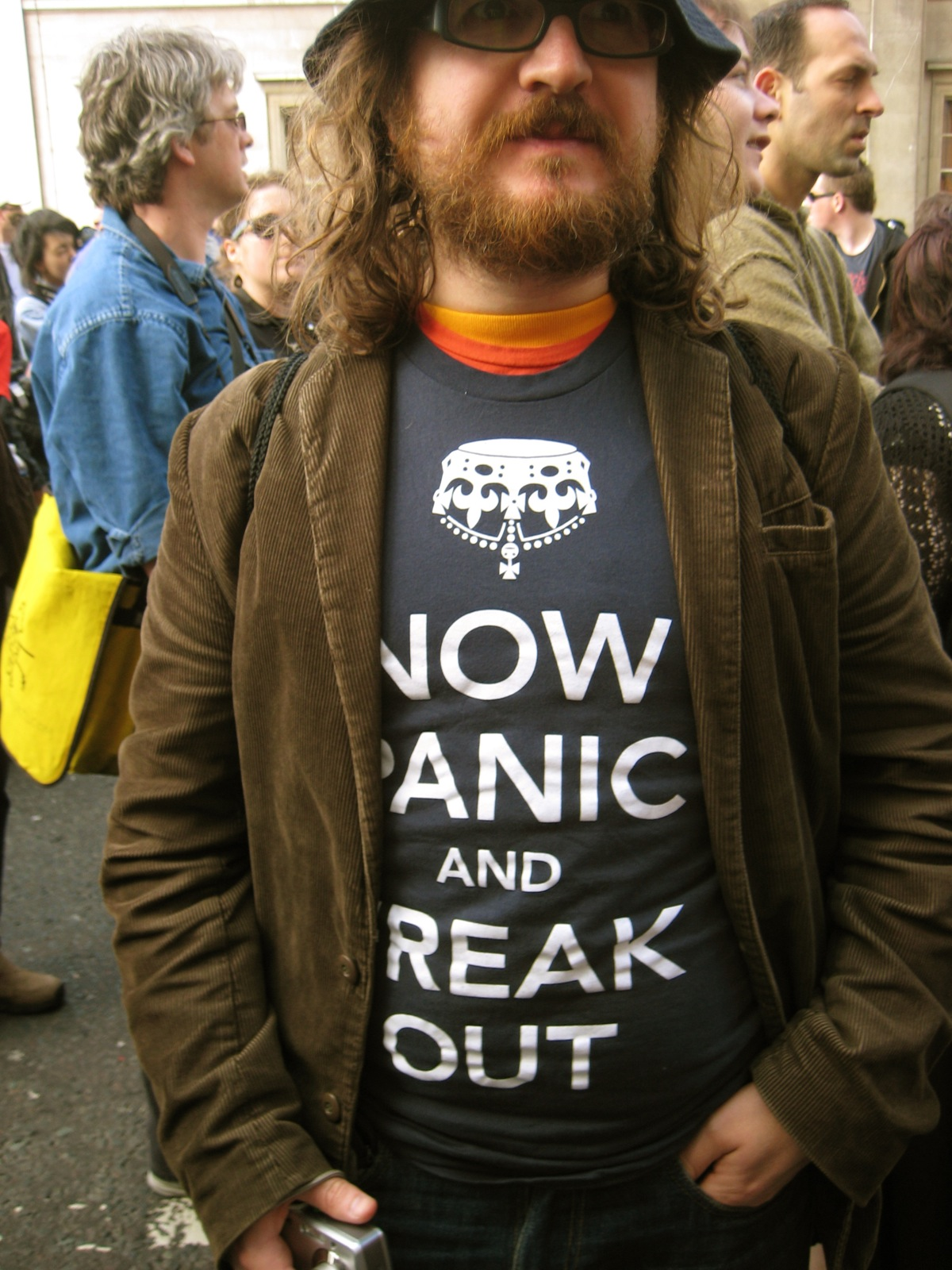
تی‌شرت پارودی
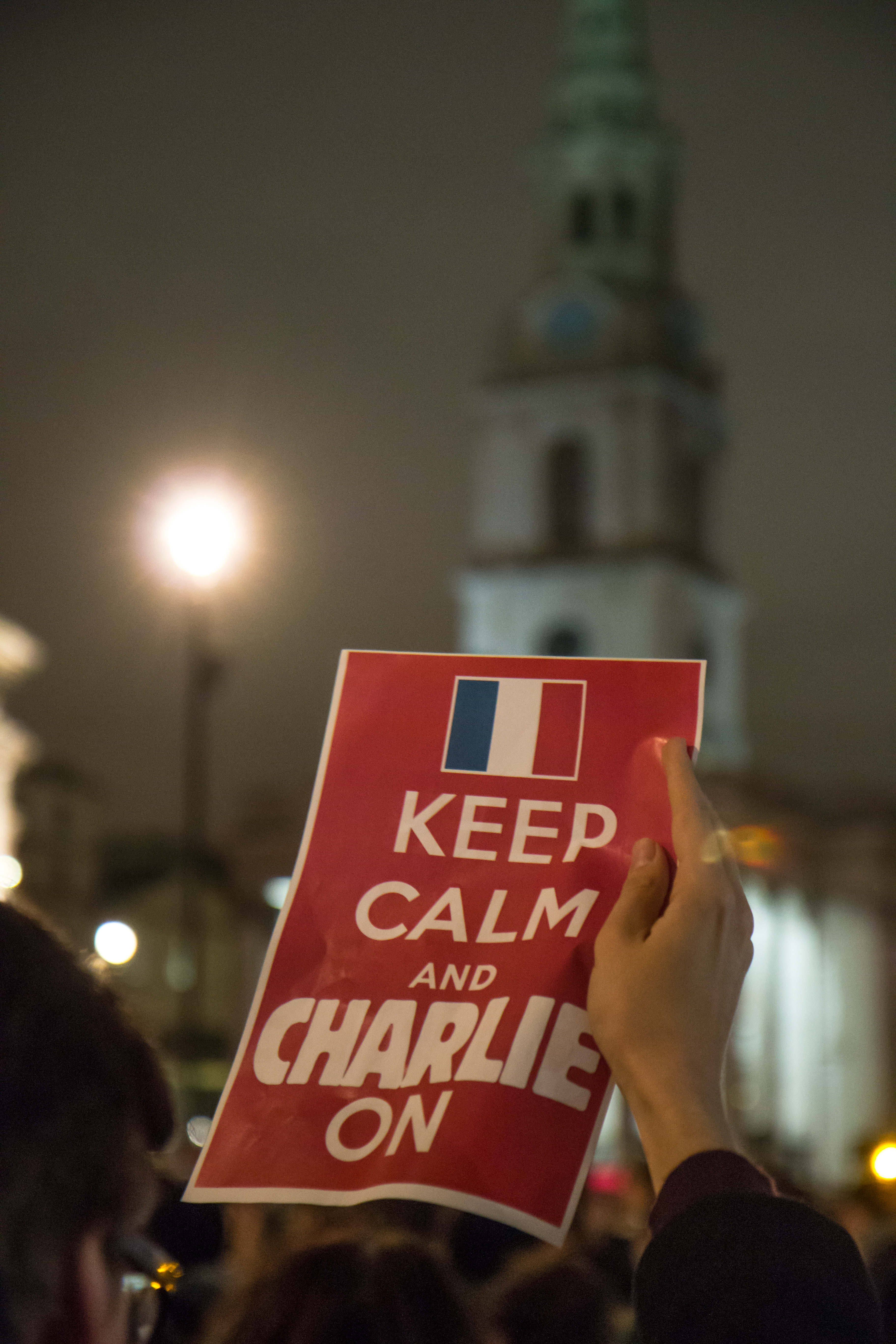
رویداد میدان ترافالگار برای قربانیان تیراندازی شارلی ابدو، ۲۰۱۵
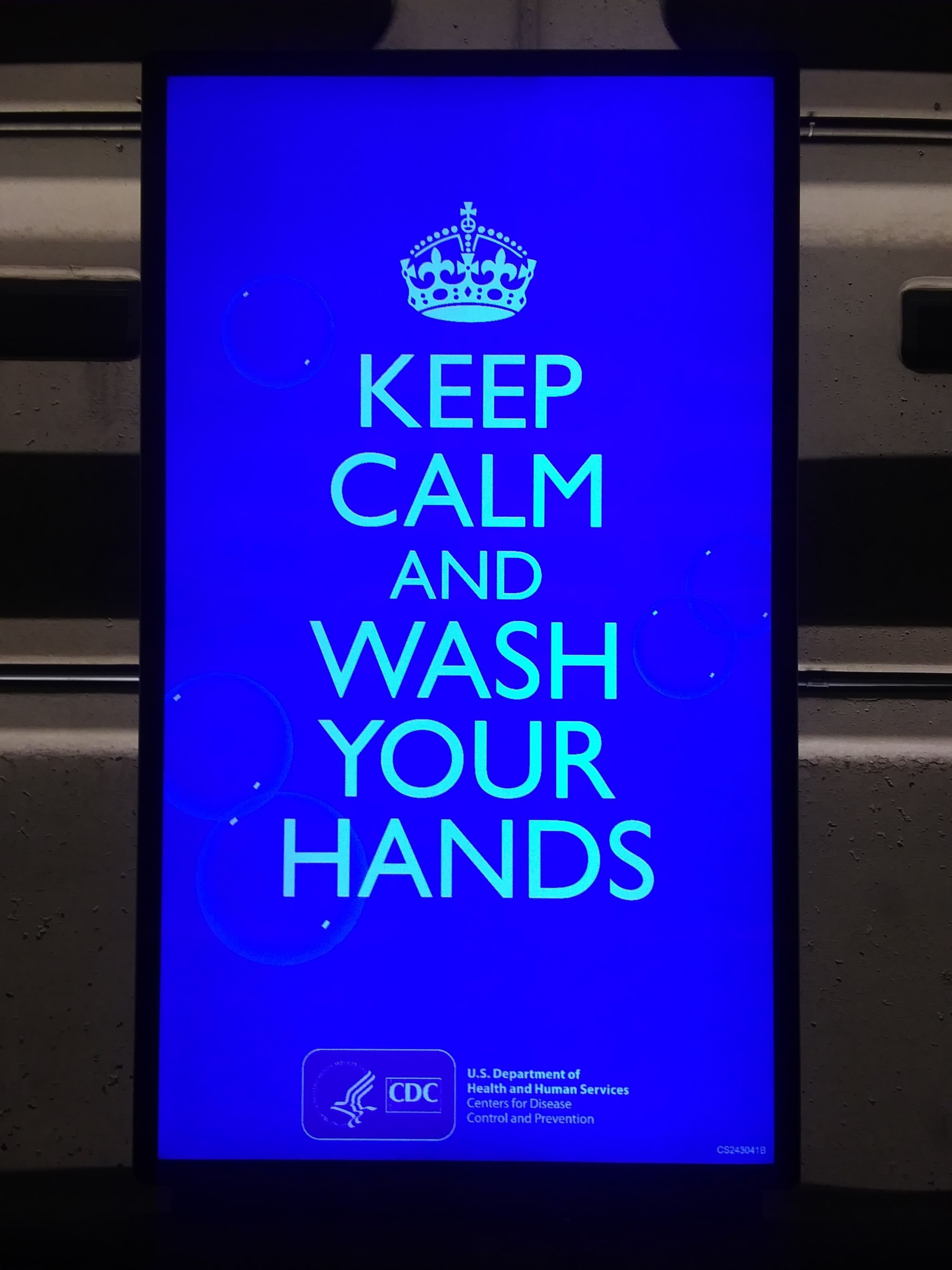
تابلوی الکترونیکی در داخل یک ایستگاه مترو در واشینگتن دی سی در طول همه‌گیری کووید ۱۹، ۲۰۲۰